# Raffelsdorf (Gemeinde Klein Sankt Paul)
Raffelsdorf ist eine Ortschaft in der Gemeinde Klein St. Paul im Bezirk Sankt Veit an der Glan in Kärnten (Österreich). Die Ortschaft hat 16 Einwohner (Stand 1. Jänner 2024).

## Lage
Die Ortschaft liegt im Norden der Gemeinde Klein Sankt Paul, im Görtschitztal. Die Häuser rechts der Görtschitz liegen auf dem Gebiet der Katastralgemeinde Wieting, jene links der Görtschitz auf dem Gebiet der Katastralgemeinde Kirchberg.

## Geschichte
Der Ort wird 1260 urkundlich genannt; der Name bedeutet Dorf des Raphael. Das Dorf gehörte zur Propsteiherrschaft Wieting und in der ersten Hälfte des 19. Jahrhunderts zum Steuerbezirk Wieting. Bei Gründung der Ortsgemeinden im Zuge der Reformen nach der Revolution 1848/49 kam Raffelsdorf an die Gemeinde Wieting. Seit deren Auflösung bei der Gemeindestrukturreform 1973 gehört Raffelsdorf zur Gemeinde Klein Sankt Paul.

## Bevölkerungsentwicklung
Für die Ortschaft ermittelte man folgende Einwohnerzahlen:
- 1869: 11 Häuser, 80 Einwohner[2]
- 1880: 11 Häuser, 81 Einwohner[3]
- 1890: 10 Häuser, 88 Einwohner[4]
- 1900: 10 Häuser, 54 Einwohner[5]
- 1910: 10 Häuser, 82 Einwohner[6]
- 1923: 10 Häuser, 61 Einwohner[7]
- 1934: 71 Einwohner[8]
- 1961: 7 Häuser, 42 Einwohner[9]
- 2001: 6 Gebäude (davon 5 mit Hauptwohnsitz) mit 9 Wohnungen; 24 Einwohner und 3 Nebenwohnsitzfälle; 9 Haushalte; 0 Arbeitsstätten, 4 land- und forstwirtschaftliche Betriebe[10]
- 2011: 5 Gebäude, 16 Einwohner, 6 Haushalte, 0 Arbeitsstätten[11]
- 2021: 5 Gebäude, 16 Einwohner, 5 Haushalte, 3 Arbeitsstätten[12]

## Söhne und Töchter des Ortes
- Albrecht Erlacher (1820–1870), österreichischer Realitätenbesitzer und Politiker